# Vesiculaphis theobaldi
Vesiculaphis theobaldi är en insektsart som beskrevs av Takahashi 1930. Vesiculaphis theobaldi ingår i släktet Vesiculaphis och familjen långrörsbladlöss. Arten är reproducerande i Sverige. Inga underarter finns listade i Catalogue of Life.